# Trivago
trivago — компания, основанная в Германии в 2005 году. Деятельность компании — сервис по поиску отелей и сравнения цен на них в режиме онлайн, тип сервиса, также называемый метапоисковиком. По состоянию на август 2015 года в базе данных сайта trivago насчитывается около 800 тысяч отелей, цены на которые сравниваются на основании данных с около 200 сайтов бронирования, среди них — Booking.com, Ostrovok.ru, OZON.travel, Expedia и другие. Сервис представлен 49 страновыми платформами и доступен на 30 языках.
Американская туристическая компания Expedia Group владеет большей частью акций компании.

## История
- 2005 год — год основания компании[3].
- Российская версия сайта, trivago.ru, была запущена в 2008 году.
- 21 декабря 2012 года компания Expedia приобрела контрольный пакет акций trivago за 477 миллионов евро[5].

## Основатели
- Рольф Шрёмгенс, Мальте Зиверт, Петер Виннемайер[6]

## Продукт

### Сравнение цен на отели
Сайт находит отели и сравнивает цены на них в режиме онлайн. Поиск можно задать по населенному пункту (город, регион, страна и пр.), по датам и типу номера. При желании поиск можно сузить при помощи фильтров: услуг, доступных в отеле, оснащению номера, рейтингу отеля и пр. В результатах поиска будут показаны все доступные для бронирования варианты, размещенные на внешних сайтах, предложения от которых сравнивает trivago.

### trivago индекс цен на отели (tHPI)
Индекс цен на отели — собственный индекс цен компании, который показывает изменения в средней цене за ночь в двухместном номере в том или ином городе. Данный индекс цен публикуется ежемесячно и доступен для широкой аудитории.